# Computer Hoy
Computer Hoy es una página web de tecnología en español. La revista Computer Hoy fue lanzada en 1998, y en 2012 se expandió al entorno digital con el lanzamiento de su sitio web. Computer Hoy se especializa en la publicación de noticias, tutoriales y análisis de productos tecnológicos.
La web se dirige a un público con diferentes niveles de conocimientos, desde principiantes hasta usuarios más avanzados, proporcionando información accesible para todos..

## Historia reciente
El 11 de septiembre de 2024, el grupo aragonés Henneo adquirió la empresa Axel Springer España, antigua propietaria de Computer Hoy. Esta compra permitió integrar la web de computerhoy.com bajo la marca Henneo Magazines. 
A partir de octubre de 2024, Computer Hoy pasó a ser un subdominio de 20 Minutos (computerhoy.20minutos.es),

## Impacto
Con más de 12 millones de usuarios únicos en España, Computer Hoy es un referente en su segmento. Al formar parte del grupo Henneo Magazines, se ha posicionado como una de las principales publicaciones tecnológicas del país,